# Harlan Coben
Harlan Coben (Newark, New Jersey 4 januari 1962) is een Amerikaans auteur. Hij is de eerste auteur die alle grote Amerikaanse thrillerprijzen op zijn naam schreef. Zo won hij voor Fade Away zowel de Edgar Award als de Shamus Award en voor Deal Breaker de Anthony Award. Zijn thrillers zijn wereldwijde bestsellers.
Na zijn studie in Politieke Wetenschappen vond Coben een baan in de reisbranche, maar begon hij tevens te schrijven. In 1990 verscheen met Play Dead zijn eerste thriller, een jaar later gevolgd door Miracle Cure. Het grote succes kwam met een serie rond sportmakelaar en speurder Myron Bolitar en zijn beste vriend Windsor 'Win' Horne Lockwood III. Daarnaast bleef Coben ook stand-alone thrillers schrijven, waarbij Tell No One (vertaald als Niemand Vertellen) het begin was van zijn succes in Nederland. In 2006 is dit boek onder regie van Guillaume Canet verfilmd als Ne le dis à personne. Coben begon in 2011 met Shelter ook een young adult-reeks. De hoofdpersoon in deze serie is Mickey Bolitar, het neefje van Myron.
In 2016 is in het Verenigd Koninkrijk de serie The Five, geschreven door Coben, te zien bij de omroep Sky1. In Nederland werd deze serie door de KRO uitgezonden.
Coben woont in Ridgewood, New Jersey met zijn vrouw Anne Armstrong en hun vier kinderen.

## Bestseller 60
| Boeken met noteringen in de Nederlandse Bestseller 60 | Jaar van verschijnen | Datum van binnenkomst | Hoogste positie | Aantal weken | Opmerkingen                   |
| ----------------------------------------------------- | -------------------- | --------------------- | --------------- | ------------ | ----------------------------- |
| Spoorloos                                             | 2006                 | 28-06-2006            | 11              | 28           | verfilmd als serie op Netflix |
| Eens beloofd                                          | 2009                 | 03-06-2009            | 12              | 18           |                               |
| Verloren                                              | 2009                 | 10-06-2009            | 40              | 4            |                               |
| Verzoeking                                            | 2010                 | 26-05-2010            | 16              | 21           |                               |
| Levenslijn                                            | 2011                 | 25-05-2011            | 22              | 6            |                               |
| Geen tweede kans                                      | 2003                 | 22-02-2012            | 28              | 9            |                               |
| Geleende tijd                                         | 2007                 | 29-02-2012            | 43              | 4            |                               |
| De onschuldigen                                       | 2005                 | 29-02-2012            | 53              | 1            | verfilmd als serie op Netflix |
| Houvast                                               | 2011                 | 29-02-2012            | 56              | 2            | verfilmd als serie op Netflix |
| Blijf dichtbij                                        | 2012                 | 02-05-2012            | 28              | 4            | verfilmd als serie op Netflix |
| Dood spel                                             | 2013                 | 16-01-2013            | 38              | 7            |                               |
| Zes jaar                                              | 2013                 | 15-05-2013            | 25              | 7            |                               |
| Ik mis je                                             | 2014                 | 14-05-2014            | 19              | 7            |                               |
| De vreemde                                            | 2015                 | 20-05-2015            | 19              | 6            | verfilmd als serie op Netflix |
| Genezing                                              | 2013                 | 27-01-2016            | 43              | 3            |                               |
| De verbeelding                                        | 2016                 | 25-05-2016            | 13              | 15           | verfilmd als serie op Netflix |
| Naar huis                                             | 2016                 | 23-11-2016            | 39              | 7            |                               |
| Momentopname                                          | 2017                 | 27-09-2017            | 58              | 1            |                               |
| Laat niet los                                         | 2017                 | 18-10-2017            | 44              | 3            |                               |
| De ontdekking                                         | 2019                 | 20-03-2019            | 15              | 9            |                               |
| Wild                                                  | 2020                 | 25-03-2020            | 12              | 12           |                               |
| Win                                                   | 2021                 | 14-04-2021            | 7               | 9            |                               |
| De match                                              | 2022                 | 30-03-2022            | 11              | 7            |                               |
| Levenslang                                            | 2023                 | 29-03-2023            | 4               | 18           |                               |
| Terugkeer                                             | 2024                 | 22-05-2024            | 8               | 13           |                               |
| Misleid                                               | 2025                 | 02-04-2025            | 7               | 12*          |                               |